# Calcy Tang
Calcy Ning-chien Tang (chinesisch 唐宁健; * 2004) ist ein taiwanisch-amerikanischer Skirennläufer.

## Karriere
Tang gab sein internationales Renndebüt am 17. Dezember 2020 bei einem FIS-Slalom in Jackson Hole, Wyoming. Sein erstes internationales Großereignis bestritt er 3 Monate später bei den Weltmeisterschaften in Cortina d’Ampezzo. Dort belegte er im Riesenslalom den 46. und letzten Platz, im Slalom schied er aus.
In den darauffolgenden Monaten startete Tang noch bei einigen FIS-Rennen in den USA, sowie einigen Rennen der FIS-Entry League, bevor er für zwei Jahre keine Rennen mehr bestritt.
Am 12. März 2024 startete Tang erstmals für den US-amerikanischen Skiverband, bei einem FIS-Slalom in Borșa.

## Erfolge

### Weltmeisterschaften
- Cortina d’Ampezzo 2021: 46. Riesenslalom, DNF Slalom

### Juniorenweltmeisterschaften
- Bansko 2021: 50. Riesenslalom, DNF Slalom

### Weitere Erfolge
- 4 Platzierungen unter den besten 30 bei FIS-Rennen